# 고은재
고은재(1996년 4월 28일 ~ )은 대한민국의 YTN 기상 캐스터이다.

## 학력
- 서울대학교 정치외교학과 학사

## 경력
- 2022 : 한국낚시방송 아나운서
- 2022.12. ~  현재  : YTN 기상 캐스터
- 2024.1. ~  현재  : 머니투데이방송 리포터

## 수상
- 2021년 미스코리아 경기-인천 대회 에스티스상.
- 2022년 미스 글로라이즈 코리아 미(美)와 머니투데이 경기본부상.